# Afroplax didyma
Afroplax didyma är en fjärilsart som beskrevs av Erich Martin Hering 1941. Afroplax didyma ingår i släktet Afroplax och familjen snigelspinnare. Inga underarter finns listade i Catalogue of Life.